# Giuseppe Talamo
Giuseppe Talamo (Napoli, 22 febbraio 1925 – Roma, 25 maggio 2010) è stato uno storico italiano.

## Biografia
Si è occupato del Risorgimento italiano, in particolare delle figure di Cavour, di cui curò la pubblicazione di tutti gli scritti, e di Francesco De Sanctis. Ha anche ricostruito la storia del giornale romano Il Messaggero.
Fu ordinario di storia del Risorgimento nella facoltà di Magistero dell’Università di Roma, preside della stessa facoltà nel 1977-79 e 1985-87. Rettore dell'Università La Sapienza di Roma dal 1987 al 1988.
Durante la sua presidenza dell'Istituto per la storia del Risorgimento italiano (dal 1995) e la direzione di Alberto Maria Arpino del Museo centrale del Risorgimento, nel 2001 ha riaperto il Vittoriano, tornato ad essere prestigioso ed istituzionale luogo di esposizioni e di mostre, oltre che deposito librario e documentario.

## Opere
- (ed.) Gli ideali del risorgimento e dell'Unità. Unione Italiana Ciechi, 1961.
- Giuseppe Talamo (a cura di), La lunga via per Roma. Antologia. Nel primo centenario dell'unione di Roma all'Italia, Roma, Ente nazionale biblioteche popolari e scolastiche, 1970?.
- "Napoli da Giuseppe Bonaparte a Ferdinando II." Storia di Napoli (1976).
- con Gaetano Bonetta. Roma nel novecento: da Giolitti alla Repubblica. Vol. 31. Cappelli, 1987.
- La Scuola: dalla legge Casati alla inchiesta del 1864. Vol. 7. A. Giuffrè, 1960.
- «Il Messaggero» e la sua città, 1878-1918, 3 voll., Roma, 1991